# 13025 Zürich
13025 Zürich là một tiểu hành tinh vành đai chính với chu kỳ quỹ đạo là 1343.3353105 ngày (3.68 năm).
Nó được phát hiện ngày 28 tháng 1 năm 1989.